# Roxana Cogianu
Roxana Cogianu, romunska veslačica, * 21. september 1986, Iași.
Cogianujeva je za Romunijo nastopila tudi na Poletne olimpijske igre 2008 v Pekingu, kjer je v dvojnem dvojcu osvojila deveto mesto. Na poletnih olimpijskih igrah 2012 v Londonu je nastopila v osmercu in z njim osvojila četrto mesto. 